# Rome-Paris Films
Rome-Paris Films est une société de production de films créée par Georges de Beauregard. Elle est à l'origine d'un grand nombre de films parmi les plus importants de la Nouvelle Vague.

## Historique
Cette société de production a été créée en 1960. Le créateur de cette société, Georges de Beauregard avec Carlo Ponti, avait notamment une relation de confiance avec Pierre Schoendoerffer (pour qui il produisait des films depuis 1956) et Jean-Luc Godard (depuis la production d’À bout de souffle en 1959, avant même, là encore, que cette société de production Rome Paris Films fût créée. À bout de souffle, ce premier long métrage de Jean-Luc Godard, initialement prévu comme devant être un film policier, était en définitive un film atypique mais qui avait rencontré le succès. Il avait la réputation d’avoir révolutionné le cinéma français. Par la suite, Georges de Beauregard et la société Roma-Paris Films produisent les films des amis de Jean-Luc Godard, soit une bonne partie des réalisateurs de la Nouvelle Vague, à qui il laissait une grande liberté (à condition de respecter le budget de production) : Jacques Rozier, Jacques Demy, Agnès Varda, Claude Chabrol, Jacques Rivette, Éric Rohmer. Il produit aussi des films d’autres réalisateurs, notamment de Jean-Pierre Melville ou encore de Robert Hossein.
De 1965 à 1975, la société Rome-Paris Films est à l’origine d’une série de procédures judiciaires sur un des films qu’elle produit, Suzanne Simonin, la Religieuse de Diderot, réalisé par Jacques Rivette (une adaptation du roman de Diderot). Différentes pressions d’institutions catholiques s’étaient exercées sur ce projet avant même le tournage du film. À la suite d'un avis défavorable d'une commission dite de pré-censure (qui a pour but, justement, de limiter les risques des producteurs), le producteur initialement prévu pour ce film s'était retiré. La société de production Rome-Paris Films reprend alors le projet à son compte, en édulcorant légèrement le scénario. Jean-Luc Godard conseille toutefois à Georges de Beauregard de tester sur les planches une adaptation théâtrale du scénario pour juger de la réception du public. Ce qui est fait, au Théâtre des Champs-Élysées, avec Anna Karina dans le rôle de Suzanne Simonin : ces représentations engendrent plutôt une certaine indifférence. Pourtant, une fois la réalisation cinématographique terminée, en mars 1966, le ministre de l’Information, Yvon Bourges, ministre à l’époque chargé des visas d’exploitation, refuse tout visa, c'est-à-dire à la fois le visa d’exploitation en France, interdisant ainsi la sortie du film en salles, et le visa d’exportation. Cette décision fait scandale, l’opposition et les milieux culturels s’indignant de cette forme de censure. Certaines personnalités telles que le ministre de la culture André Malraux, interpellé par Jean-Luc Godard, ne disent mot en public. Le président Charles de Gaulle semble avoir donné des instructions orales sur le sujet, quelques mois auparavant, alors qu'il était en campagne électorale (l'Élection présidentielle française de 1965), apparemment pour ne pas déplaire à l’électorat catholique. La société Rome-Paris Films tient des conférences de presse mais dépose aussi, par l'intermédiaire de Georges Kiejman, un recours en annulation auprès du tribunal administratif. En 1967, le tribunal administratif de Paris annule la décision du ministre. Le film sort enfin en salle, une sortie attendue avec impatience depuis un an par la société de production qui a investi sur cette création. Le film ne provoque pas de remous et rencontre même un certain succès commercial qu’il n’aurait peut-être pas eu sans l’épisode judiciaire. Le gouvernement fait appel de la décision du tribunal administratif auprès du Conseil d’État. Il n’y a plus d’enjeux réels pour la société de production, mais la décision peut faire jurisprudence. Par une décision d'assemblée du 24 janvier 1975, le Conseil d’Etat considère que rien ne justifie légalement l’interdiction d’exploiter ce film en France ni de l’exporter, et limite de fait, par sa délibération, l'étendue du pouvoir dont dispose le gouvernement.
En septembre 1984, Georges de Beauregard meurt, et sa société de production cesse officiellement son activité en 1996.

## Filmographie
- 1961 : Lola, de Jacques Demy
- 1961 : Une femme est une femme, de Jean-Luc Godard
- 1961 : Léon Morin, prêtre, de Jean-Pierre Melville
- 1962 : Cléo de 5 à 7, d'Agnès Varda
- 1962 : L'Œil du Malin, de Claude Chabrol
- 1962 : Le Doulos, de Jean-Pierre Melville
- 1962 : Adieu Philippine, de Jacques Rozier
- 1963 : Le Petit Soldat, de Jean-Luc Godard
- 1963 : Landru, de Claude Chabrol
- 1963 : Les Carabiniers, de Jean-Luc Godard
- 1963 : Le Mépris, de Jean-Luc Godard
- 1964 : La Chance et l'amour, de Claude Berri, Charles L. Bitsch, Jean-François Hauduroy, Bertrand Tavernier et Bernard Toublanc-Michel
- 1965 : La 317e Section, de Pierre Schoendoerffer
- 1965 : Marie-Chantal contre le docteur Kha, de Claude Chabrol
- 1965 : Pierrot le fou, de Jean-Luc Godard
- 1965 : Le Vampire de Düsseldorf de Robert Hossein
- 1966 : Suzanne Simonin, la Religieuse de Diderot, de Jacques Rivette
- 1966 : La Ligne de démarcation, de Claude Chabrol
- 1966 : Objectif 500 millions, de Pierre Schoendoerffer
- 1966 : Made in USA, de Jean-Luc Godard
- 1967 : Lamiel, de Jean Aurel
- 1967 : La Collectionneuse, d'Éric Rohmer
- 1969 : L'Amour fou, de Jacques Rivette
- 1969 : Quarante-huit heures d'amour, de Jacques Laurent
- 1970 : Le Petit Bougnat, de Bernard Toublanc-Michel